# Piatto crash
Il piatto crash è un tipo di piatto che fa parte di una batteria.
Un batterista può fare uso di molti piatti crash, posizionati in ogni punto del suo strumento, ma prevalentemente dietro i tamburi e più in alto rispetto ad altri piatti dello stesso set perché viene suonato prevalentemente colpendo con le bacchette o con le spazzole il suo bordo. Può essere anche fatto vibrare per mezzo di battenti in feltro, colpendo la sua superficie piatta con ripetuti colpi singoli. L'inviluppo del suono prodotto da questa tecnica è caratterizzato da un attacco lento.
È un piatto in genere sottile (da 14 a 20 pollici) con un'intonazione medio-alta e con un lungo sustain e viene suonato di solito alla fine di frasi musicali cosiddette fill, o alla fine delle battute/misure, per mettere un accento al brano o per enfatizzare alcuni passaggi.
Alcuni batteristi usano il crash al posto del piatto ride in parti corte in cui è necessario volume e potenza.